# 回授線性化

回授線性化的概念，上圖是將非線性系統線性化，下圖是當作線性系統進行控制

回授線性化（Feedback linearization）是在控制理论中控制非線性系統的常見作法，其作法是透過適當的控制輸入及狀態變數轉換，將非線性系統轉換為等效的線性系統。回授線性化技術可以用在以下形式的非線性控制系統
| {\displaystyle {\dot {x}}(t)=f(x(t))+\sum _{i=1}^{m}\,g_{i}(x(t))\,u_{i}(t)} |  | 1 |

其中
- {\displaystyle x(t)\in \mathbb {R} ^{n}}是狀態
- {\displaystyle u_{1}(t),\ldots ,u_{m}(t)\in \mathbb {R} }是輸入

此作法是利用變數變換以及適當的控制輸入，將非線性控制系統轉換為等效的線性控制系統。特別是要找到坐標轉換{\displaystyle z=\Phi (x)}以及控制輸入{\displaystyle u=a(x)+b(x)\,v,}，讓{\displaystyle x(t)}在{\displaystyle z(t)}坐標上的動態是以線性可控制的控制系統來進行，
| {\displaystyle {\dot {z}}(t)=A\,z(t)+\sum _{i=1}^{m}b_{i}\,v(t).} |  | 2 |

所得線性控制系統的外迴路控制策略可以用來實現控制目標。
控制輸入中有包括系統的狀態變數，因此需要狀態變數的回授或是狀態觀測器來計算狀態變數。

## 延伸閱讀
- A. Isidori, Nonlinear Control Systems, third edition, Springer Verlag, London, 1995.
- H. K. Khalil, Nonlinear Systems, third edition, Prentice Hall, Upper Saddle River, New Jersey, 2002.
- M. Vidyasagar, Nonlinear Systems Analysis, second edition, Prentice Hall, Englewood Cliffs, New Jersey, 1993.
- B. Friedland, Advanced Control System Design, facsimile edition, Prentice Hall, Upper Saddle river, New Jersey, 1996.